# Unir i Construir dins la Renovació
Unir i Construir dins la Renovació (francès Unir et Construire dans le Renouveau, UC-R) és un partit polític independentista de Nova Caledònia, fundat per Jacques Lalié i altres dissidents d'Unió Caledoniana a les Illes Loyauté de cara a les eleccions provincials de Nova Caledònia de 2004.

## Presa de posició
Oposat a la gestió d'Unió Caledoniana a les Illes Loyauté que considera "massa rígida" i "poc dinàmica" que no fa prou per aturar l'èxode dels joves treballadors de les illes al Gran Nouméa, aspecte amb el que el partit centra el seu discurs i proposa la creació d'"ingressos a nivell local" (transformació de la copra, pesca, turisme) amb exempció fiscal i creació de zones franques. També fa campanya per una « doble descentralització »: a favor de la Província de les Illes Loyauté d'una part i, dins d'ella, de Lifou (la capital) vers les dues altres comunes de la província, Maré i Ouvéa. En el terreny institucional i de la ciutadania neocaledoniana, reivindica, com UC, el « corrent multiracial » (oposat al principi d'Independència kanak socialista IKS dels anys 1980) i del projecte d'independència-associació amb França.

## Resultats electorals
Des de la seva creació, la seva presència es limità a les Illes Loyauté. A les eleccions provincials de Nova Caledònia de 2004 obté l'11,18% dels vots emesos a la Província, 2 elegits de 14 a l'Assemblea Provincial i 1 escó al Congrés de Nova Caledònia (Jacques Lalié) que forma part del mateix grup parlamentari que la UNI dominada per Palika. A les eleccions municipals de 2008 va obtenir el 18,8% dels vots i 4 regidors a Lifou, el 12,9% i un regidor a Maré i només l'1,7% a Ouvéa.
A les eleccions provincials de Nova Caledònia de 2009 Jacques Lalié encapçalà la llista UNI que comprèn a les illes Loyauté UC-R, Palika, el FDIL de Cono Hamu i l'ex-president provincial d'UC Richard Kaloï. Aquesta formació restà en segon lloc darrere la Unió Caledoniana de Néko Hnepeune, amb el 24,66% dels vots i 4 consellers provincials obre 14 (només un per UC-R, Jacques Lalié) i 2 congressistes (Jacques Lalié també forma part del Congrés de Nova Caledònia com a membre de l'UNI.